# Victorina Vila Badia

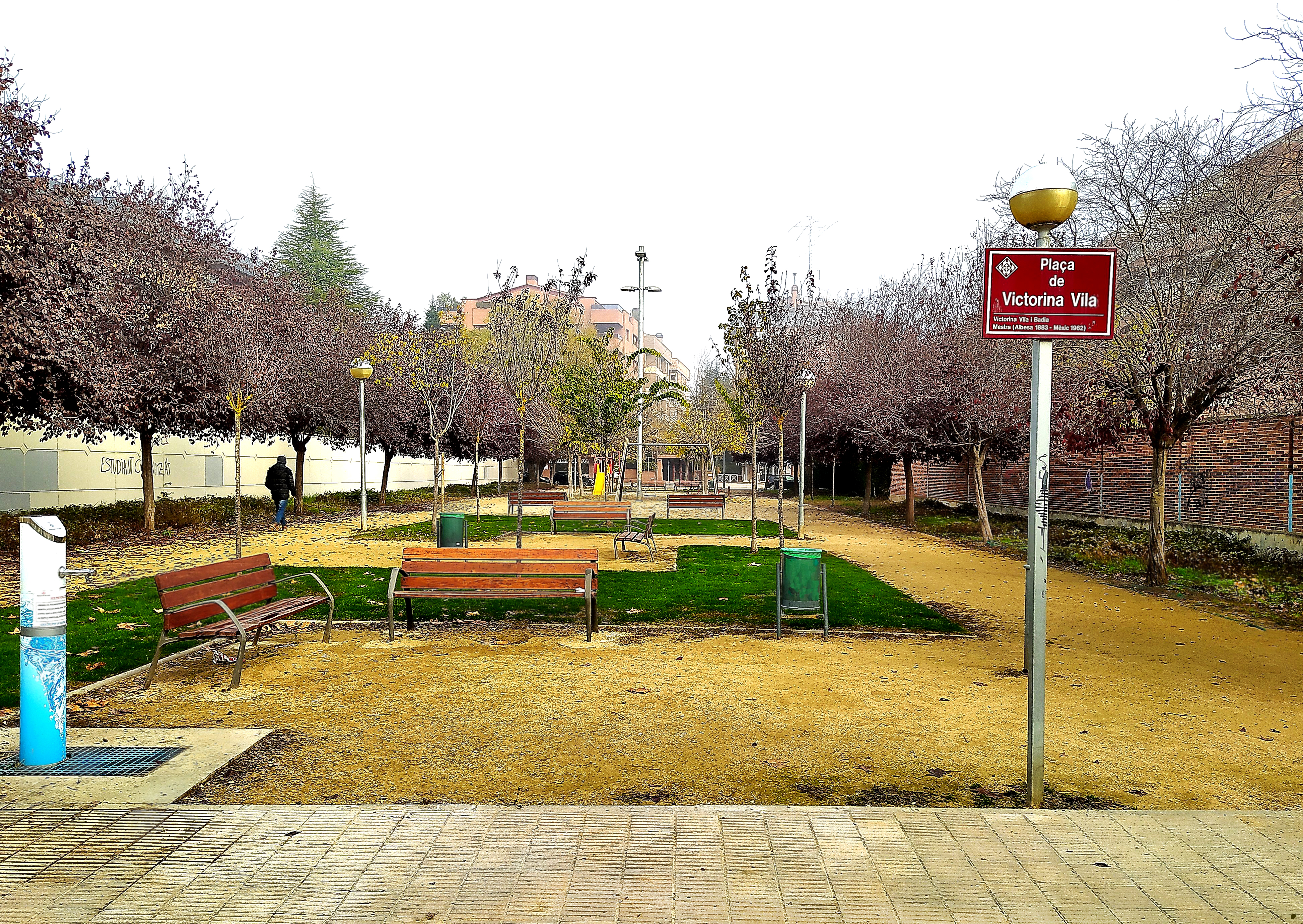
Plaça Victorina Vila Badia a Lleida

Victorina Vila Badia (Albesa, 19 de desembre de 1883 - Mèxic, 26 de gener de 1962) fou una mestra i exiliada catalana, fundadora, amb Frederic Godàs, del Liceu Escolar i de l'escola Minerva de Lleida. Des de 1939 va viure exiliada a Mèxic, on va col·laborar amb la seva filla Elvira Godàs en tasques pedagògiques.

## Biografia
Era la primogènita dels tres fills d'un matrimoni del qual el pare era metge i la mare mestra en excedència. L'ambient familiar era eminentment lliberal i progressista. Va estudiar música, ensenyament elemental i batxillerat a Lleida, mentre que el temps que el seu pare exercí a Barcelona, es dedicà exclusivament a la música; la seva especialitat era el piano. També era una jove promesa del violoncel, però a conseqüència d'una fractura a la mà esquerra va haver d'abandonar aquest instrument. Va formar part de l'Orfeó Català, on va ser elegida com a solista per la seva extraordinària veu.
En tornar de Barcelona, la família s'establí a Corbins. En aquell temps feu amistat amb Frederic Godàs, un jove mestre amb entusiasme per fundar a Lleida un col·legi basat en els principis de la pedagogia moderna, amb qui compartia ànsies intel·lectuals i ideals republicans. Es van casar el 19 de desembre de 1903. Dos anys després, al 1905, amb un fill d'un any i embarassada del segon, es va treure el títol de mestra. En aquella època va suposar un acte escandalós que una dona casada i embarassada es presentés a un examen per a obtenir un títol.

## Projectes escolars
El febrer del 1906 la parella fundava la primera seu del Liceu Escolar de Lleida, la primera escola nova que hi hagué a la ciutat. Oferia tots els graus possibles d'educació: primària, secundària i escola nocturna per a adults. Una escola d'iniciativa privada laica i fonamentada sobre els principis de la igualtat, la llibertat, l'ajuda mútua i el saber compartit, una escola humil i petita, però rica en inquietud pedagògica, respectuosa i democràtica. Va esdevenir un referent paradigmàtic de l'educació a Lleida.
Passats cinc anys i consolidada l'escola, el 1911 el matrimoni s'embarcà en una nova aventura, la fundació de l'Escola Minerva, dirigida per Vila. Volia combatre l'analfabetisme femení en un col·legi amb els mateixos principis que el Liceu, però només per a nenes, que beurà també de criteris pedagògics moderns. Vista l'embranzida dels dos centres, el matrimoni es decidí a construir un gran edifici que reunís les condicions físiques i pedagògiques, on podria estudiar els alumnes d'ambdós col·legis.
El 1916 va rebre una beca de la Mancomunitat de Catalunya per assistir a un curs de la doctora Montessori a Barcelona. Hi va conèixer els principis dels nous corrents pedagògics, que efectivament més endavant implantaria en els cursos de pàrvuls.
Malauradament, el seu marit, en un viatge que la parella feia a Noruega per visitar diverses escoles, va caure greument malalt a França i va morir el 16 de juliol de 1920. Ella es trobà, doncs, amb 37 anys i cinc fills d'entre quinze i tres anys i una escola amb cinc-cents alumnes on havien fet una gran inversió econòmica. Reprengué llavors les regnes de l'Escola Minerva i, com que la llei li prohibia de ser-ne directora, deixà la direcció del Liceu Escolar temporalment a l'amic Humbert Torres i Antoni Sabater, els pilars del Liceu Escolar des de la mort de Godàs. El forts deutes econòmics derivats de la construcció de l'edifici són determinants perquè Victorina Vila decideixi deixar l'escola i dedicar-se als seus fills. El 1928 deixava la direcció del col·legi i llogava l'edifici a mossèn Montaner, director de l'escola Verdaguer de Lleida.

## Exili
El 2 de novembre de 1937, avions italians al servei de Franco bombardejaren la ciutat, i van destruir entre altres edificis una part del Liceu Escolar, on van morir 42 infants, un mestre i diverses persones que s'hi trobaven llavors. Arran d'aquest fet Victorina Vila decidí deixar la ciutat i se'n va anar per exercir de mestra a la població cerdana d'Éller.
Finalment, a principi de 1939 emprengué el camí de l'exili acompanyada per quatre dels seus fills. S'instal·là definitivament a Mèxic DC, on ajudaria la filla, Elvira Godàs Vila, que hi tenia una escola bressol. Hi va morir 23 anys després.

## Llegat i memòria
Victorina Vila havia donat a llum nou fills, per bé que quatre d'ells van morir molt petits. Tots cinc van estudiar batxillerat a Lleida i els estudis superiors a Barcelona, menys una de les noies, Elvira, que va fer la carrera de música a Lleida. De la resta, un fou metge, Enric, dos advocats, Víctor i Maria, i un mestre, Frederic.
El centre cívic d'Albesa porta el seu nom des de maig de 2020, en memòria seva. La ciutat de Lleida li ha dedicat una plaça.